# لاري ويلمور

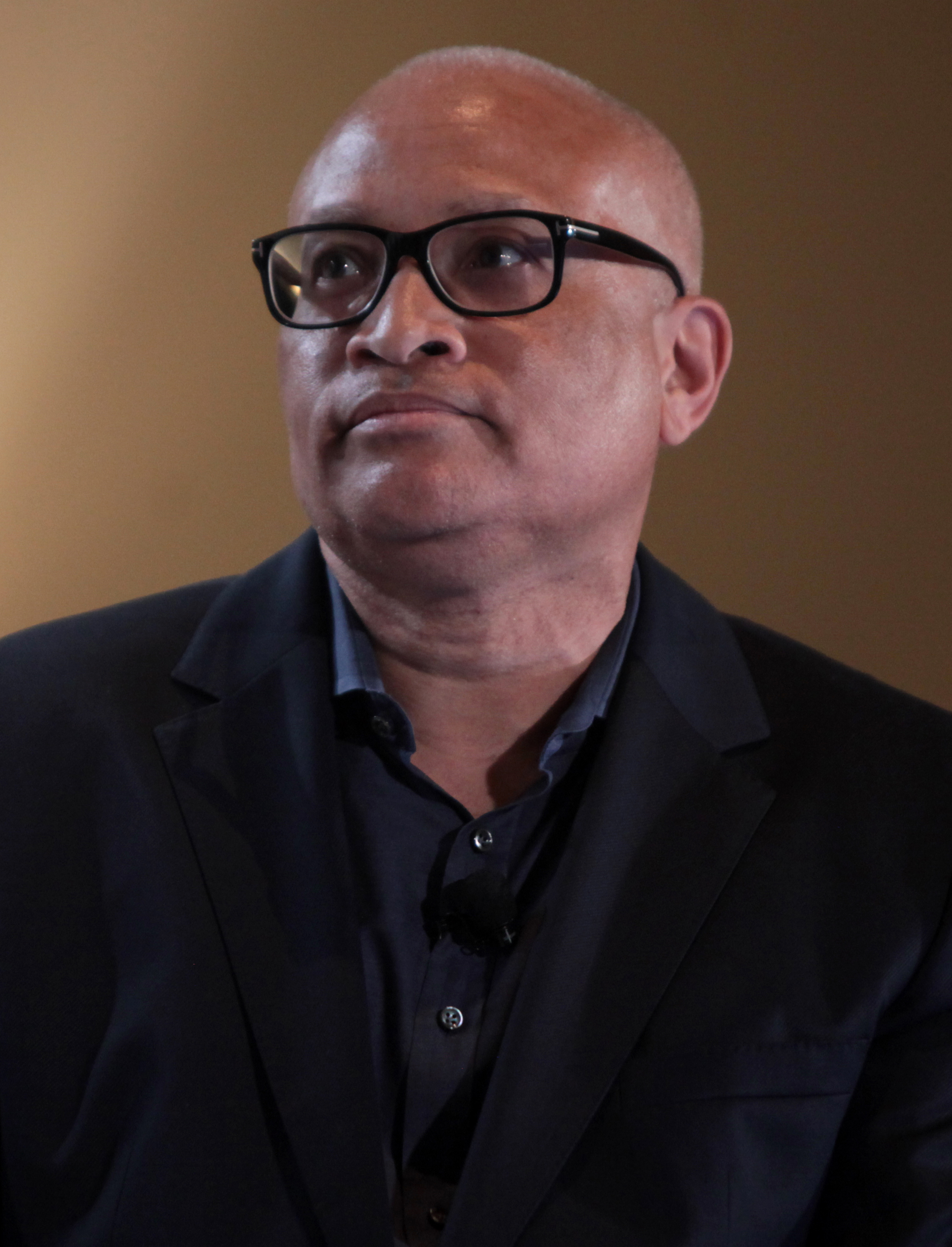
لاري ويلمور

لاري ويلمور (بالإنجليزية: Larry Wilmore) (من مواليد 30 أكتوبر 1961) هو كوميدي وكاتب ومنتج وممثل أمريكي. شغل منصب «كبير المراسلين السود» في البرنامج التلفزيوني «ديلي شو The Daily Show» وهو برنامج حواري وأخبار ساخرة في وقت متأخر من الليل وذلك من 2006 إلى 2014، كما قام بتقديم برنامج «العرض الليلي مع لاري ويلمور The Nightly Show with Larry Wilmore» خلال 2015 و2016. وهو أيضًا مبتكر العرض الهزلي «برني ماك شو The Bernie Mac Show», كما قدم العديد من الأعمال التلفزيونية وحصل على عدة جوائز في هذا المجال.
حياته العائلية: كان ويلمور متزوجًا من الممثلة ليلاني جونز  لمدة 20 عامًا؛ لديهم طفلان، جون ولورين. انفصلا في عام 2015. أقام في سان مارينو، كاليفورنيا مع عائلته حتى انتقل إلى مدينة نيويورك للعمل في العرض الليلي مع لاري ويلمور.

## وصلات خارجية
https://www.imdb.com/name/nm0932831/ لاري ويلمور
https://www.cc.com/shows/the-daily-show-with-trevor-noah نسخة محفوظة 18 أغسطس 2015 على موقع واي باك مشين. لاري ويلمور
https://interviews.televisionacademy.com/interviews/larry-wilmore لاري ويلمور
https://web.archive.org/web/20091125023643/http://www.thelarrywilmore.com/index.htm لاري ويلمور